# IC 2248
IC 2248 ist eine Galaxie vom Hubble-Typ S im Sternbild Krebs auf der Ekliptik. Sie ist schätzungsweise 182 Millionen Lichtjahre von der Milchstraße entfernt.
Das Objekt wurde am 9. Januar 1901 von Max Wolf entdeckt.